# Championnats d'Afrique féminins de boxe amateur 2014
Navigation
Édition précédente Édition suivante
Les championnats d'Afrique féminins de boxe amateur 2014 se déroulent à Yaoundé, au Cameroun, du 3 au 7 mars 2014.

## Résultats
| Catégories                | Or                | Argent                  | Bronze                              |
| Poids mi-mouches (-48 kg) | Souhila Bouchene  | Zahira Bouharba         | Negue Negue                         |
| Poids mouches (-51 kg)    | Zohra Ez-Zahraoui | Roumaysa Boualam        | Dipogiso Koketso Oluwatoyin Oladeji |
| Poids plumes (-57 kg)     | Chaimaa Rouini    | Mariem Homrani Zayani   | Jeanne D'Arca Lema Manel Meharzi    |
| Poids légers (-60 kg)     | Kehinde Obareh    | Hasnaa Lachgar          | Rim Jouini Christelle Ndiang        |
| Poids moyens (-75 kg)     | Edith Agu-Ogoke   | Yannick Aubiège Azangue | -                                   |

## Référence
1. ↑  (en) « African Women Championships - Yaounde, Cameroon - March 3-7 2014 », sur amateur-boxing.strefa.pl (consulté le 15 décembre 2019)